# Shouguang
Shouguang (寿光市S, ShòuguāngP) è una città-contea della Cina, situata nella provincia dello Shandong e amministrata dalla prefettura di Weifang.